# (4056) Timwarner
(4056) Timwarner est un astéroïde de la ceinture principale.

## Description
(4056) Timwarner est un astéroïde de la ceinture principale. Il fut découvert le 22 mars 1985 à la station Anderson Mesa par Edward L. G. Bowell. Il présente une orbite caractérisée par un demi-grand axe de 2,65 UA, une excentricité de 0,11 et une inclinaison de 13,2° par rapport à l'écliptique.

## Compléments